# Шилени
Шилени (пол. Szyleny, нім. Schillgehnen) — село в Польщі, у гміні Бранево Браневського повіту Вармінсько-Мазурського воєводства.
Населення — 371 особа (2011).
У 1975-1998 роках село належало до Ельблонзького воєводства.

## Демографія
Демографічна структура станом на 31 березня 2011 року:
|          | Загалом | Допрацездатний вік | Працездатний вік | Постпрацездатний вік |
| -------- | ------- | ------------------ | ---------------- | -------------------- |
| Чоловіки | 198     | 37                 | 146              | 15                   |
| Жінки    | 173     | 38                 | 103              | 32                   |
| Разом    | 371     | 75                 | 249              | 47                   |